# Tricolor (schip, 1987)
De Tricolor was een Noors autoschip. Het schip werd in 1987 gebouwd. Het schip had twaalf dekken, was 190 meter lang, 32 meter breed, had een volume van 50.000 brt en had een maximale diepgang van negen meter. Het schip had bijna drieduizend auto's aan boord.

## Ramp
Op 14 december 2002 kwam het schip in aanvaring met containerschip Kariba in de Franse wateren van Het Kanaal. Dichte mist en vermoedelijk een stuurmansfout waren mede oorzaak van het ongeval. Er vielen geen gewonden, hoewel het water koud was en het zicht, ook voor de reddingsteams, bijna nul.
Op het tijdstip van aanvaring was het schip op weg naar Southampton, waar het schip verder beladen zou worden, alvorens verder te varen naar de Verenigde Staten. De waarde van de vracht bedroeg naar schatting 49 miljoen euro. De waarde van het schip werd op 40 miljoen euro geraamd.

## Berging
De Tricolor zonk en werd total loss verklaard. De Franse regering beval de verwijdering van het schip, in verband met veiligheid en het milieu. Deze opdracht werd uitbesteed aan het consortium Combinatie Berging Tricolor, bestaande uit Smit Salvage (leiding van de berging), Scaldis Salvage & Marine Contractors, URS Salvage & Marine Contracting en Multraship Salvage.
Op 7 september 2003 kwam het bericht dat er die dag tijdens bergingswerkzaamheden waarschijnlijk olie was gelekt,  waarna op 9 september aan de Belgische kust enige tijd het rampenplan fase I werd afgekondigd, toen duidelijk werd dat er ongeveer 1000 ton olie weggevloeid was.
Het schip werd in stukken gezaagd, gelicht en afgevoerd. De zeebodem was nog bezaaid met honderden autowrakken afkomstig van het schip. In 2004 zijn na de winterstormen de laatste delen van het schip en alle autowrakken met behulp van een zware wrakkengrijper opgeruimd.